# Danh sách Rider xuất hiện trong movie trong Kamen Rider Gaim
Sau đây là danh sách Rider xuất hiện trong movie trong Kamen Rider Gaim:
Armored Rider Bujin Gaim
Xuất hiện trong Kamen Rider x Kamen Rider Gaim & Wizard: Tenkawakeme no Sengoku Movie Daigassen, Bujin Gaim là một trong 15 Bujin Rider thời Chiến Quốc, sử dụng Sengoku Driver & Blood Orange Lockseed (LS-07. Là quả cam máu) giúp Bujin Gaim biến thành Blood Orange Arms, trang bị Daidaimaru (phiên bản Bujin Gaim).
Armored Rider Fifteen
Ren Aoi là nhân vật phản diện trong Heisei Rider vs. Showa Rider: Kamen Rider Taisen feat. Super Sentai, sử dụng Sengoku Driver & Fifteen Lockseed (đây là đầu lâu) là Lockseed do Badan tạo ra, giúp Aoi biến thành Fifteen Arms, trang bị Daidaimaru (phiên bản Fifteen).
Armored Rider Kurokage Shin
Peko là một thành viên của nhóm nhảy Baron, trong Kamen Rider Gaim: Great Soccer Battle Golden Fruits Cup, sử dụng Genesis Driver & Matsubokkuri Energy Lockseed (ELS-05. Là quả thông), giúp Peko biến thành Matsubokkuri Energy Arms, trang bị Kagematsu (phiên bản Kurokage Shin).
Armored Rider Mars
Xuất hiện trong Kamen Rider Gaim: Great Soccer Battle Golden Fruits Cup, Kougane là thứ mà Overlord tạo ra sau đó chính hắn đã làm cho các Overlord tàn sát lẫn nhau, sử dụng Sengoku Driver & Golden Ringo Lockseed (LS-GOLD. Là trái táo vàng) giúp Kougane biến thành Golden Ringo Arms, trang bị Golden Sword & Golden Reflecloud.
Armored Rider Jam
Xuất hiện trong tập cuối, Kougane đã mất hình dạng của mình nên hắn nhập vào cơ thể một cô gái, hắn đã bị Ryugen (Kureshima Mitsuzane) và Gaim Kiwami (Overlord Kazuraba Kouta) tiêu diệt, sử dụng Sengoku Driver & Darkness Ringo Lockseed (LS-DARK. Là quả táo bóng tối, thật ra đây là Golden Ringo Lockseed nhưng sau khi bị đánh bại nó đã mất đi màu sắc của nó và nó đã biến thành Darkness Ringo Lockseed) giúp Kougane biến thành Darkness Ringo Arms, trang bị Daidaimaru (phiên bản Jam).
Armored Rider Gaim Yami
Trong Kamen Rider Gaim: Great Soccer Golden Fruits Cup, Kouta đã bị Kougane gieo hạt giống cái ác vào cơ thể làm Kouta trở nên độc ác, sử dụng Sengoku Driver (có cài đặt Genesis Unit Core) & Yami Orange Lockseed (LS-07. Là quả cam đen) và Yami Lemon Energy Lockseed (ELS-01. Là quả chanh đen), và phát ra âm thanh Mix! Jimber Lemon! HA HA giúp Evil Kouta biến thành Gaim Yami, trang bị Musou Saber.
Armored Rider Kamuro
Xuất hiện trong Kamen Rider Gaim: Great Soccer Battle Golden Fruits Cup, Lapis là Overlord điều khiển giấc mơ, cậu đã sử dụng cả mạng sống của mình để phong ấn Kougane, sử dụng Sengoku Driver & Silver Ringo Lockseed (LS-SILVER. Là trái táo bạc) giúp Lapis biến thành Silver Ringo Arms, trang bị gậy Silver Rod.
Armored Rider Idun
Xuất hiện trong Kamen Rider Gaim Gaiden: Kamen Rider Zangetsu, Akatsuki Touka là một con người siêu năng lực được Yggrasill mang về nuôi nấn, cô có nhiệm vụ là giết hết người nhà Kureshima, sử dụng Sengoku Driver & Forbidden Ringo Lockseed (LS-TABOO. Là trái táo cấm) giúp cô biến thành Forbidden Ringo Arms, trang bị Forbidden Sword & Forbidden Reflecloud.
Armored Rider Tyrant
Xuất hiện trong Kamen Rider Gaim Gaiden: Kamen Rider Baron, Afred được cha nuôi của Shapol ra lệnh phải làm cho Shapol chết trong tai nạn giao thông, sử Genesis Driver & Dragon Fruit Energy Lockseed (ELS-PROTO. Là quả thanh long) giúp Afred biến thành Dragon Fruit Energy Arms, trang bị Sonic Arrow, nhưng sau đó Lockseed mất kiểm soát nên nó đã biến Afred thành Tyrant Overlord.
Armored Rider Savior
Xuất hiện trong Kamen Rider Gaim Gaiden: Kamen Rider Duke, Kudou Kugai là người thử nghiệm Lockseed và đã chết hình dạng vẫn còn nhưng hắn không còn cơ thể, mục đích của hắn khi gặp Sengoku Ryouma là cần sức mạnh của anh để biến thành thần và cứu thế giới, sử dụng Sengoku Driver (có cài đặt Genesis Unit Core sẵn) cùng Zakuro Lockseed (LS-MESIAH. Là quả thạch lựu) và Blood Orange Lockseed giúp Kugai biến thành Blood Zakuro Arms & Blood Orange Arms cùng một lúc, trang bị Daidaimaru (phiên bản Bujin Gaim) & Savior Arrow.
Armored Rider Black Baron
Xuất hiện trong Kamen Rider Gaim Gaiden: Kamen Rider Knuckle, Shura từng là thành viên nhóm nhảy Baron nhưng bị Kaito đuổi, sau này Shura thành lập Team Neo Baron, Shura đã có một trận quyết liệt với Zack và cuối cùng cả hai đã chết. Sử dụng Sengoku Driver và Banana Lockseed (không có mã. Là quả chuối) giúp Shura biến thành Banana Arms, trang bị Bana Spear.
Armored Rider Maja
Xuất hiện trong Kamen Rider Gaim: Final Stage, Maja là một con rắn ở địa ngục, hắn đã biến tất cả Armored Rider và Overlord đã chết thành thuộc hạ của hắn, sau đó hắn lấy hết sức mạnh của Kazuraba Kouta. Sử dụng Sengoku Driver & Lockseed bí ẩn giúp Maja biến thành Arms bí ẩn, trang bị thanh kiếm bí ẩn.